# Étel
Étel (in bretone: An Intel) è un comune francese di 2 203 abitanti situato nel dipartimento del Morbihan nella regione della Bretagna.

## Società

### Evoluzione demografica
Abitanti censiti